# Acuminiseta elegantula
Acuminiseta elegantula är en tvåvingeart som först beskrevs av Oswald Duda 1925.  Acuminiseta elegantula ingår i släktet Acuminiseta och familjen hoppflugor. Inga underarter finns listade i Catalogue of Life.